# Jamane Erina
Jamane Erina (山根 恵里奈; Hepburn: Yamane Erina) (Hirosima, 1990. december 20. –) japán válogatott labdarúgó.

## Klub
A labdarúgást a TEPCO Mareeze csapatában kezdte. 2009 és 2011 között a TEPCO Mareeze csapatában játszott. 2012-ben a JEF United Chiba csapatához szerződött. 92 bajnoki mérkőzésen lépett pályára. 2017-ben a Real Betis csapatához szerződött.

## Nemzeti válogatott
A japán U20-as válogatott tagjaként részt vett a 2008-as és a 2010-es U20-as világbajnokságon.
2010-ben debütált a japán válogatottban. A japán válogatott tagjaként részt vett a 2015-ös világbajnokságon. A japán válogatottban 23 mérkőzést játszott.

## Statisztika
| Japán válogatott | Japán válogatott | Japán válogatott |
| Időszak          | Mérk.            | gól              |
| ---------------- | ---------------- | ---------------- |
| 2010             | 1                | 0                |
| 2011             | 0                | 0                |
| 2012             | 0                | 0                |
| 2013             | 3                | 0                |
| 2014             | 9                | 0                |
| 2015             | 5                | 0                |
| 2016             | 3                | 0                |
| 2017             | 2                | 0                |
| Összesen         | 23               | 0                |

## Sikerei, díjai
Japán válogatott
- Világbajnokság:  Ezüst; 2015
- Ázsia-kupa:  Arany; 2014